# De Heining (gemaal)
De Heining is een gemaal ten westen van Marrum in de Nederlandse provincie Friesland. Het gemaal werd in november 2018 officieel geopend. Op 14 maart 2019 werd het voor het eerst in gebruik gesteld.

## Bouw
De bouw ging in april 2017 van start. Het was een samenwerkingsproject van de provincie Friesland, It Fryske Gea, de gemeente Ferwerderadeel en het Wetterskip Fryslân. De financiering kwam vooreen groot deel van het Waddenfonds en het Europees Landbouwfonds voor Plattelandsontwikkeling. Aannemer Jansma uit Drachten verzorgde de bouw. De totale kosten bedroegen ruim 13 miljoen euro.

## Uitvoering
Het project omvatte de aanleg van een afwateringskanaal naar het buitendijks natuurgebied Noorderleeg in het Noard-Fryslân Bûtendyks, dat in beheer is bij It Fryske Gea. Het gemaal loost het water op de Waddenzee. Het kreeg een vispassage voor trekvissen (glasaaltjes, bot, spiering en stekelbaars). De vistrap houdt het water tegen dat naar de Waddenzee wil terugstromen. Zo blijft in een groot deel van de geul genoeg water staan en hebben de vissen langer de tijd om naar het gemaal te zwemmen. De pomp was bij plaatsing in 2018 de grootste visvriendelijke vijzelpomp in Nederland. Hij weegt ongeveer acht ton en is gemaakt door Hidrostal. De afvoercapaciteit van het gemaal is 252 m3 per minuut. Het heeft twee vijzels, een voor de polder en de andere voor de Friese boezem.
De naam van het bouwwerk is afgeleid van een heining (een afscheiding) op de zeedijk die zich in de omgeving bevond.

## Afbeeldingen

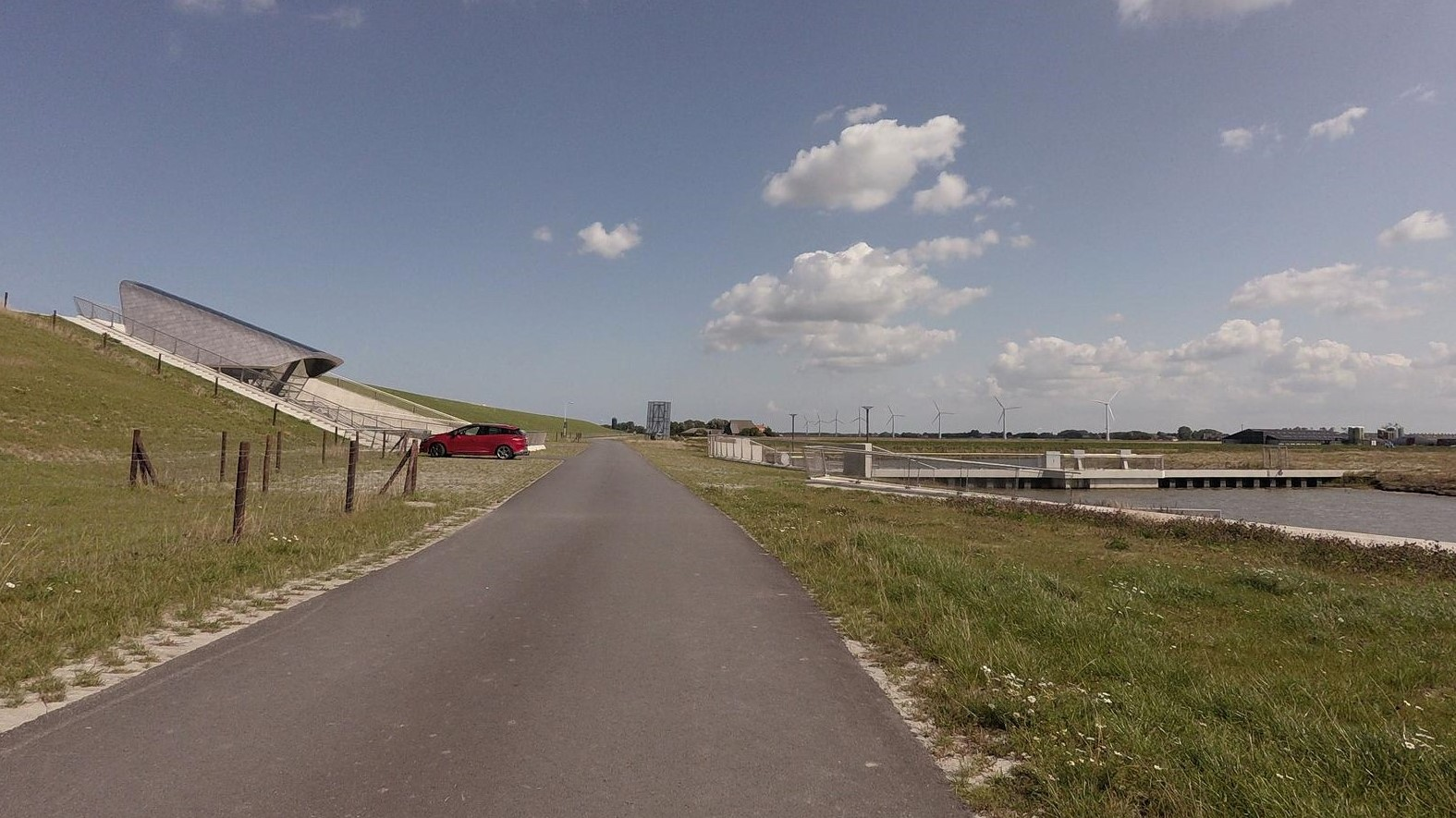
Gemaal langs de Zeedijk
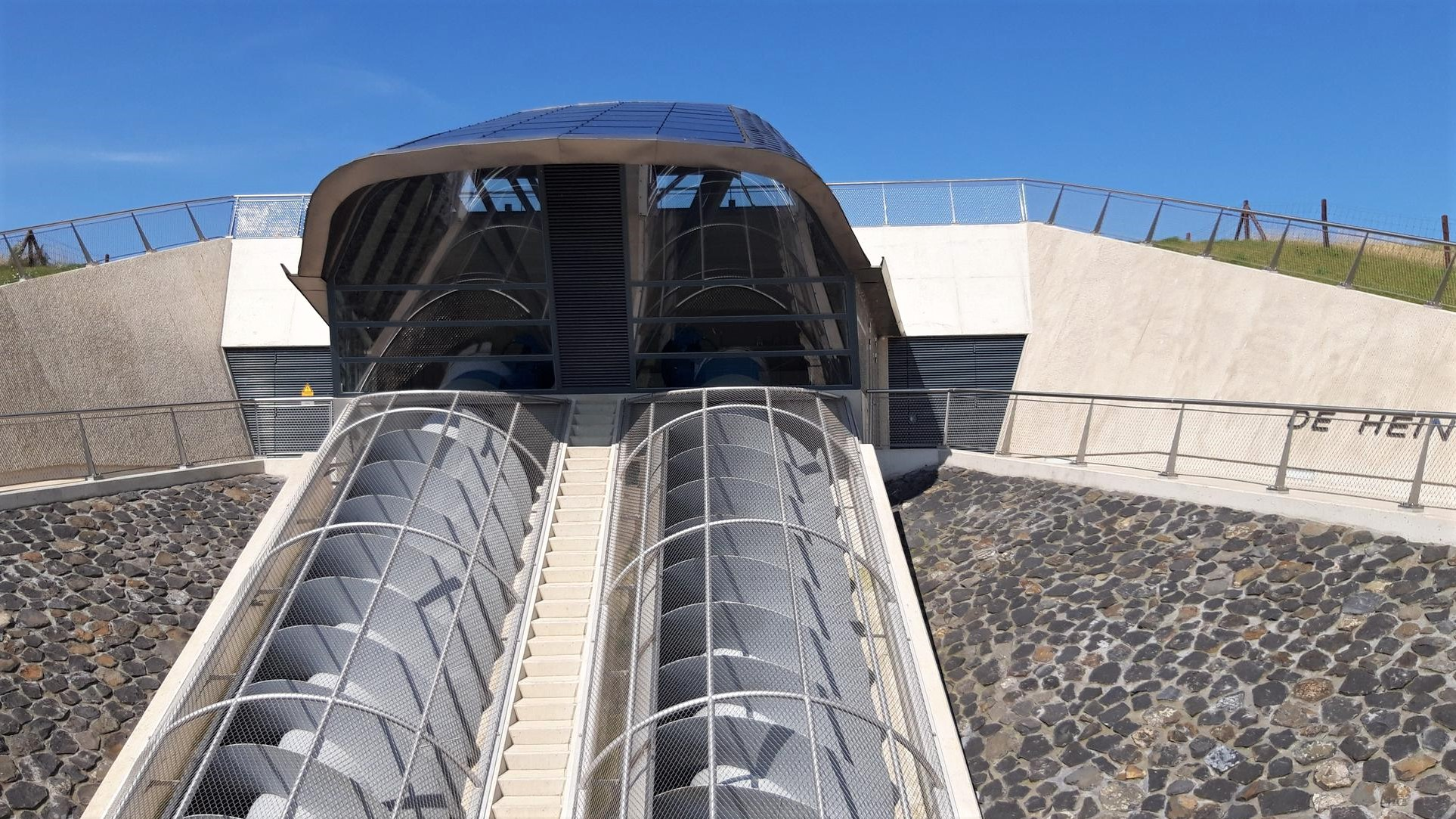
Detail
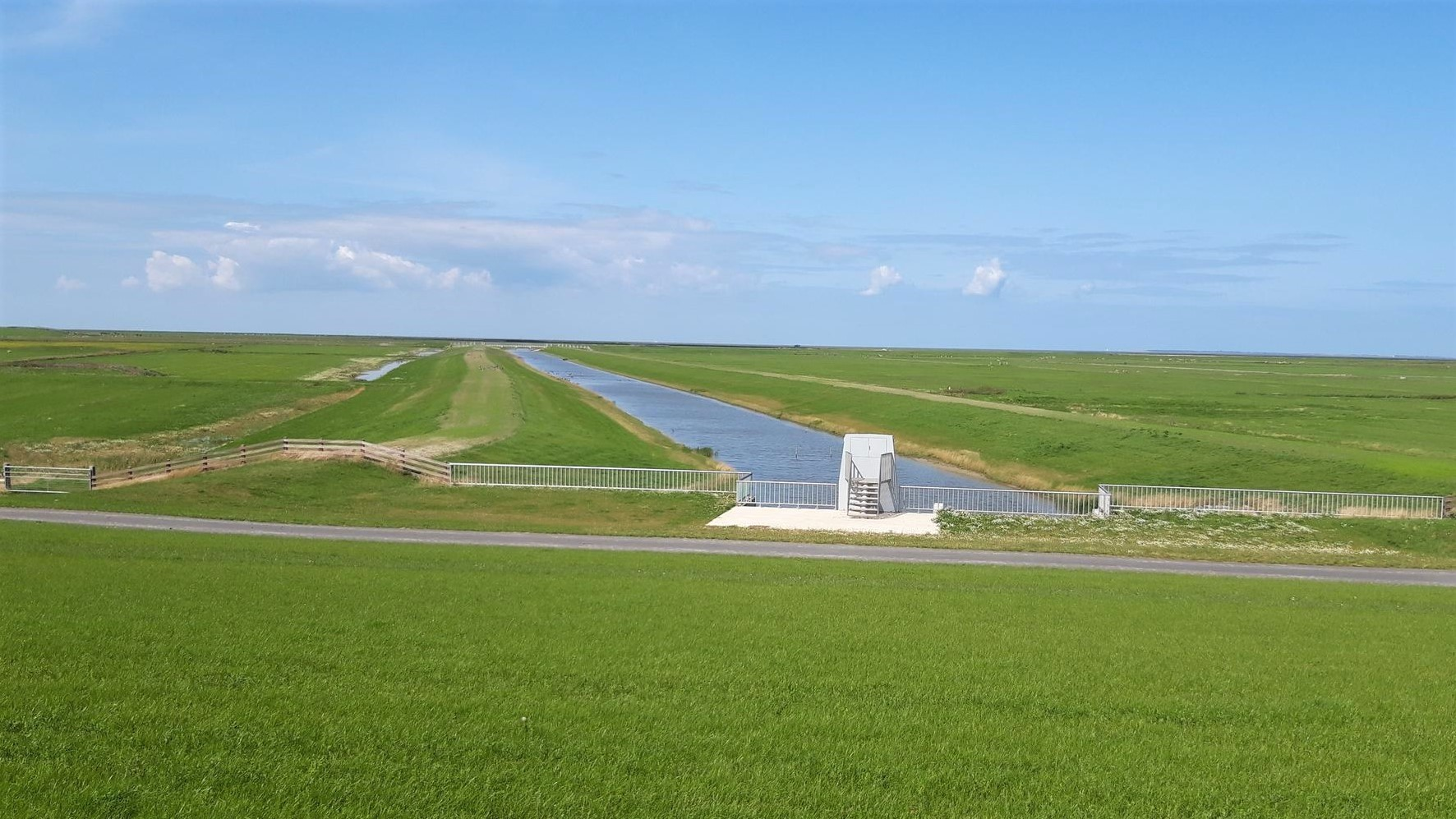
Afwateringskanaal